# リノール酸エチル
リノール酸エチル（リノールさんエチル、英: Ethyl Linoleate）は、リノール酸のエチルエステルである。

## 焼酎
泡盛や本格焼酎は貯蔵中に、油臭と表現されるオフフレーバーを生じることがあるが、この臭気はアゼライン酸セミアルデヒドエチルエステル（SAEA）と相関があることが分かっている。焼酎の原料中の脂質は蒸きょうの過程である程度散逸するが、大部分が醸造工程に持ち込まれ、もろみの中期までにエチルエステル化し、未溶解の固形物に吸着される。もろみを固形物ごと蒸留する焼酎醸造の特性上、エチルエステルの相当量は製品中に留出する。ミリスチン酸、パルミチン酸、オレイン酸などのエステルも生じるが、このうちSAEAの前駆物質となるのはリノール酸のエチルエステルであり、空気中の酸素により酸化されてSAEAを生じる。この反応において、太陽光が促進的に作用する。SAEAは空気中では酸化されやすく、ほぼ匂いがなく安定的なアゼライン酸モノエチルとなるが、エタノールに溶解すると非常に酸化されにくくなる。
リノール酸エチルはSAEAに比べて溶解度が低いため、貯蔵前にろ過を行い、油状に浮いたリノール酸エチルを除去する方法が油臭防止に効果的である。ただし、焼酎のアルコール度数が35度を超えると溶解度が高まりろ過効率が落ちるため、焼酎を冷却するか、加水して一時的に30度以下まで薄めたのちに再蒸留する方法が採られる。脂肪酸エチルエステルは酒のまろやかさに寄与する成分でもあるため、どれだけ除去するかは杜氏の品質設計による。

## メラニンの生成抑制
リノール酸エチルは醤油や味噌にも含まれる。味噌中のメラニン生成抑制物質として、リノール酸およびリノール酸エチルが同定された。表皮細胞でのメラノソーム取り込み抑制作用についても研究され、美白化粧品に応用されている